# Welplaat

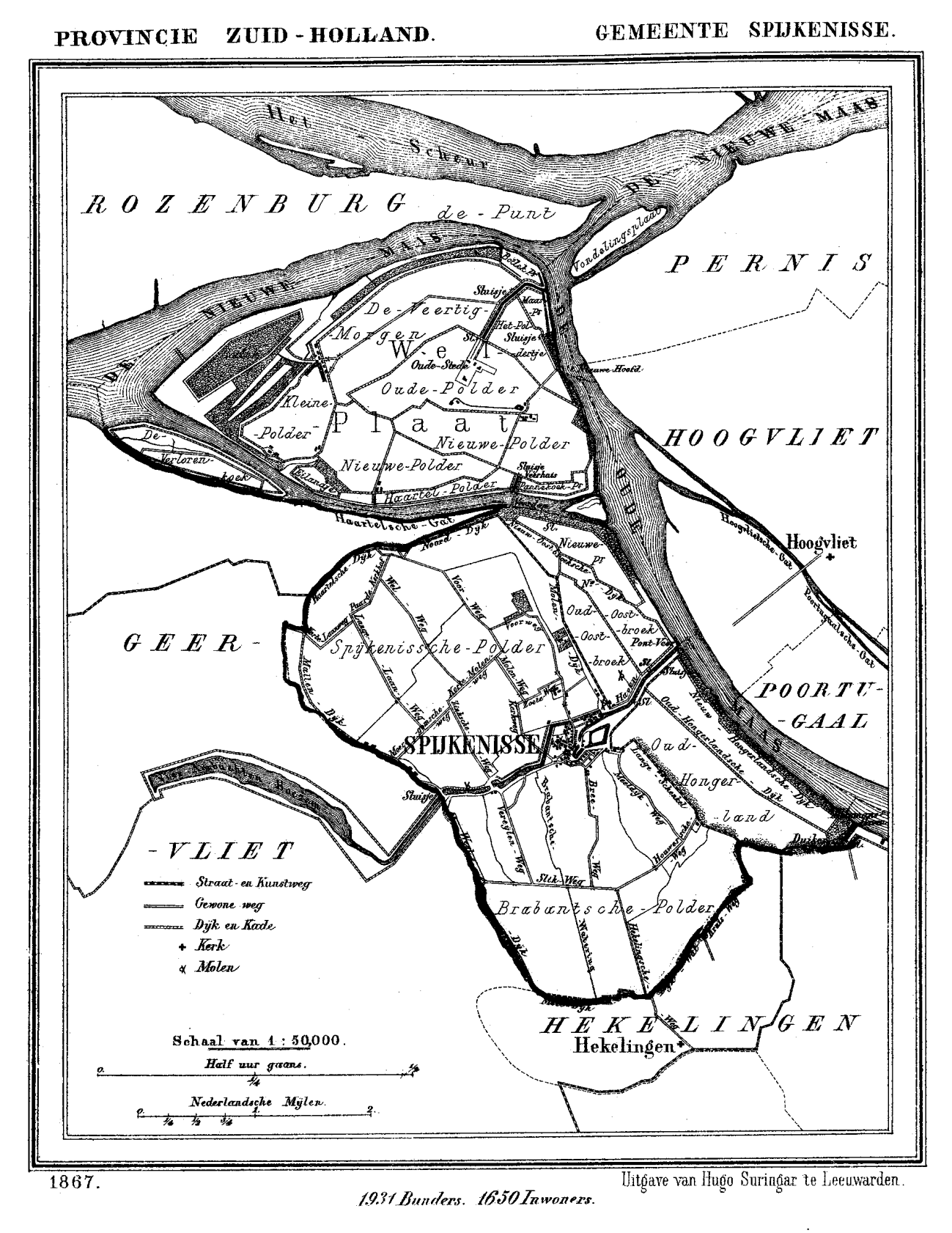
Ligging van de Welplaat, 1867

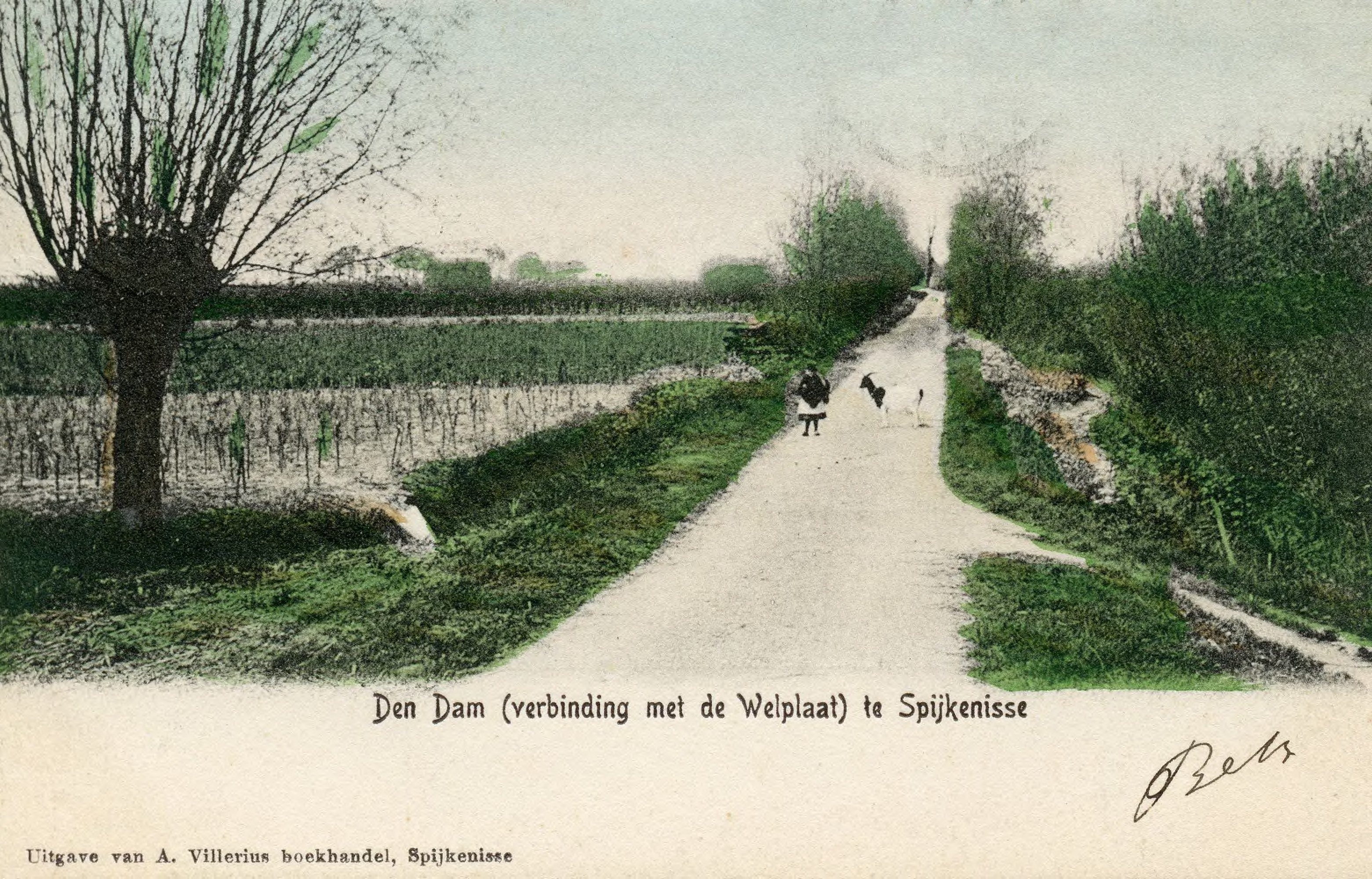
De Dam naar de Welplaat ±1903

De Welplaat was een eiland in de Oude Maas ten noorden van de Nederlandse plaats Spijkenisse. Oude namen voor de Welplaat zijn 'Ruigeplaat' of 'Tarwezand'. Sinds de jaren 1950 maakt het deel uit van het industrie- en havengebied de Botlek.

## Oorsprong en middelen van bestaan
De Welplaat was een aangeslibd eiland, 550 ha groot. De eerste bedijking op de Welplaat was de 'Oude Polder'. Deze werd bedijkt in de tweede helft van de 17e eeuw. Op een vluchtheuvel werd een boerderij gebouwd die bekend kwam te staan als de 'Oude Stee'. Vlak bij de boerderij was een uitwateringssluis. Hierin was een steen gemetseld met het jaartal 17..(onleesbaar). Via een geul, de 'Oude Haven', werd het polderwater in de Oude Maas geloosd. Hoogst waarschijnlijk was hier ook een los- en laadplaats. Ook was er een los- en laadplaats aan de noordwest zijde van de polder. Deze lag aan een kreek, de Jan Heinekreek, die voor 1800 al geheel verland was. Sporen van deze kreek waren in de latere polder 'De Veertig Morgen' nog te zien. Bij de aanleg van de Derde Petroleumhaven werd deze los- en laadplaats teruggevonden. De dijken rond de Oude Stee heetten Streepdijk, Rietdijk, Koijckendijk en Melkdijk.
De 'Nieuwe Polder' met de 'Nieuwe Stee' werd in ieder geval voor 1790 bedijkt. Aan de zuidwestzijde werd een sluis gebouwd en een veerhuis. Door de sluis werd overtollig water geloosd op het 'Hartelse Gat', een water tussen Spijkenisse en de Welplaat. In 1857 werd bij deze sluis een lage dam aangelegd door het Hartelse Gat. Deze dam was de enige verbindingsweg tussen de Welplaat en Putten op de hoek Molendijk/Noorddijk in Spijkenisse, maar alleen bij laag water. In 1940 werd deze dam met 1 meter verhoogd. Doordat het Hartelse Gat verlandde was de sluis niet meer bruikbaar. Daarom werd een nieuwe sluis gebouwd aan de oostzijde van de Nieuwe Stee. Deze liet af op de Oude Maas. De oude sluis werd dichtgemetseld en diende voortaan als een bergplaats voor de bewoners van het voormalige veerhuis. Aan de zuidoostzijde was het gors de 'Pannekoek'. Hier werd de oude Hartelsluis gebouwd (1947-1950). De boerderij in deze polder stond op een verhoging aan de Melkdijk. Aan de Oude Maas was een loswal. De 'Jagersplaat' werd een tiental jaren na de Nieuwe Polder bedijkt. Aan de zuidoost zijde van de Jagersplaat lag het gors de 'Haartelpolder'. Aan de zuidwest zijde lag het gors het 'Eilandje'. Dit was oorspronkelijk een eilandje in het Hartelse Gat. De boerderij in deze polder stond ongeveer waar later de ingang was van de ExxonMobil raffinaderij. De polder De Veertig Morgen werd rond 1830 bedijkt. 
Er waren uiteindelijk vijf zelfstandige polders, Oude Polder, Nieuwe Polder, Kleine polder, Veertig Morgen en de Jagersplaat, die aan elkaar grensden.) In iedere polder was een pachtboerderij.. De Welplaat behoorde bestuurlijk bij de gemeente Spijkenisse. Het was een vruchtbaar landbouwgebied. Tarwe, haver en aardappelen waren de meest verbouwde producten, gevolgd door bonen, erwten, vlas en rogge. Daarnaast werd er griendhout geoogst rondom het eilandje de 'Verloren Hoek', ten zuidwesten van de Welplaat, tegen Geervliet aan. In de nacht van 23 op 24 december 1894 werd de Welplaat getroffen door een stormvloed. De polder Veertig Morgen stroomde vol door een gat in de dijk.
Fotogalerij middelen van bestaan

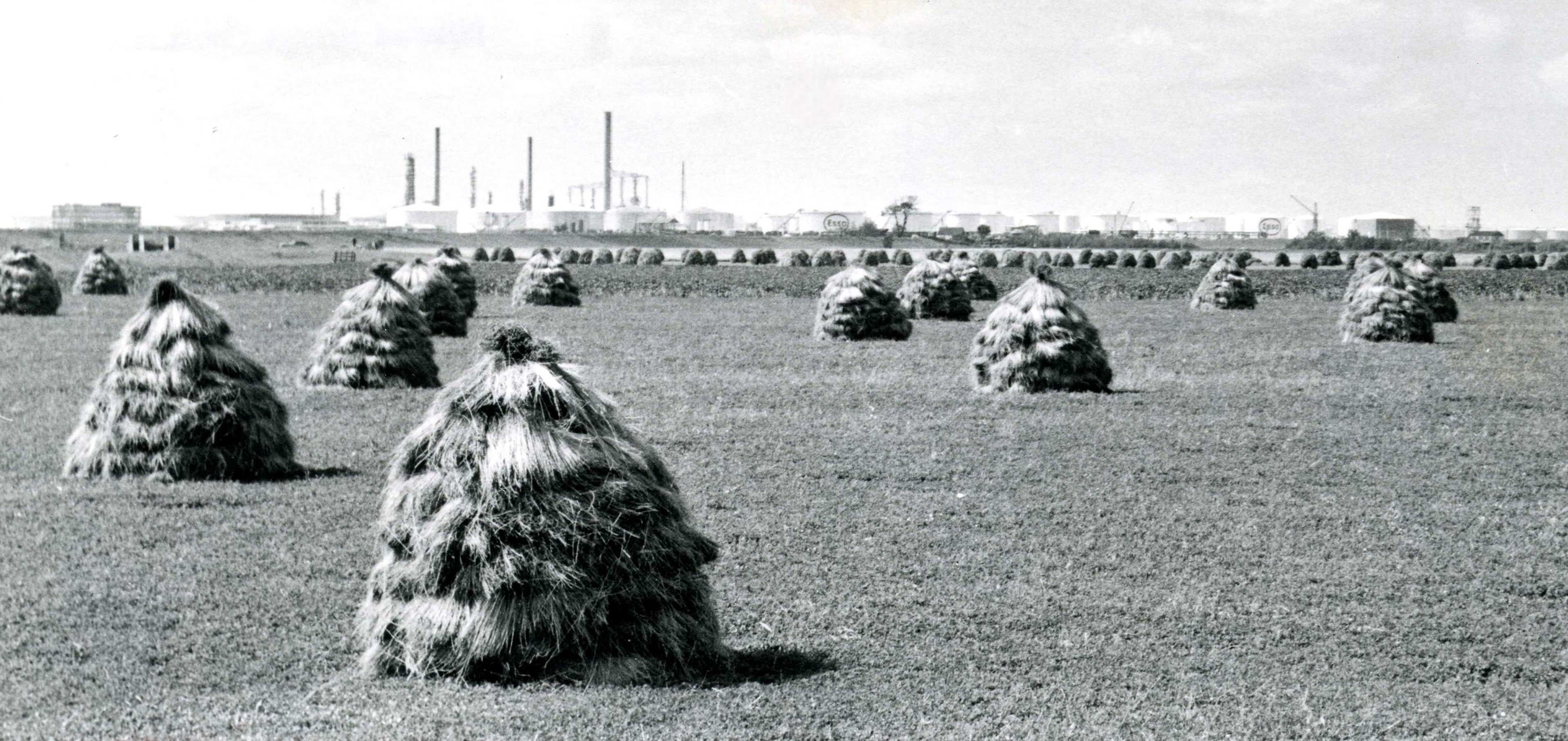
Landbouw
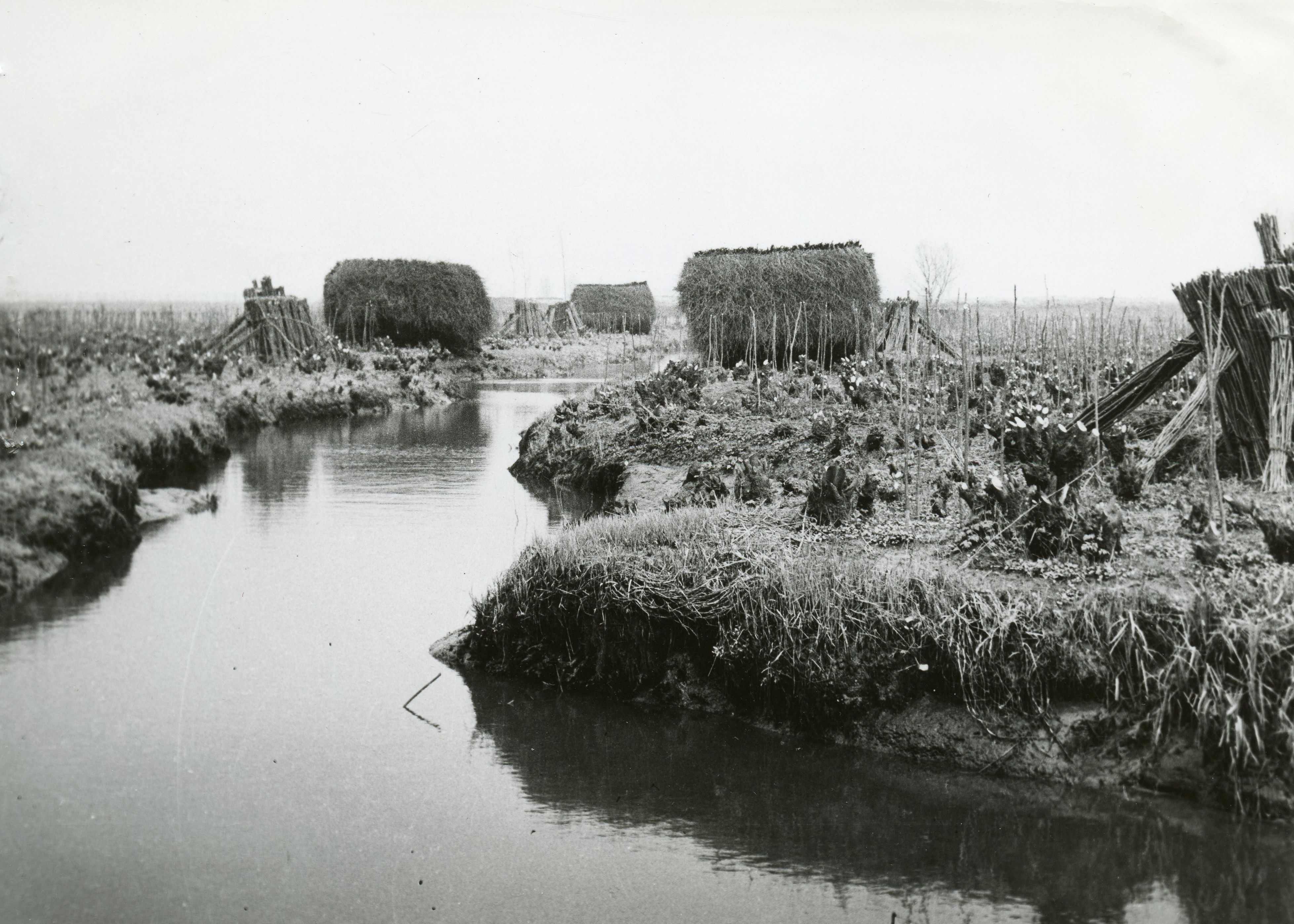
Gekapt en opgestapeld griendhout
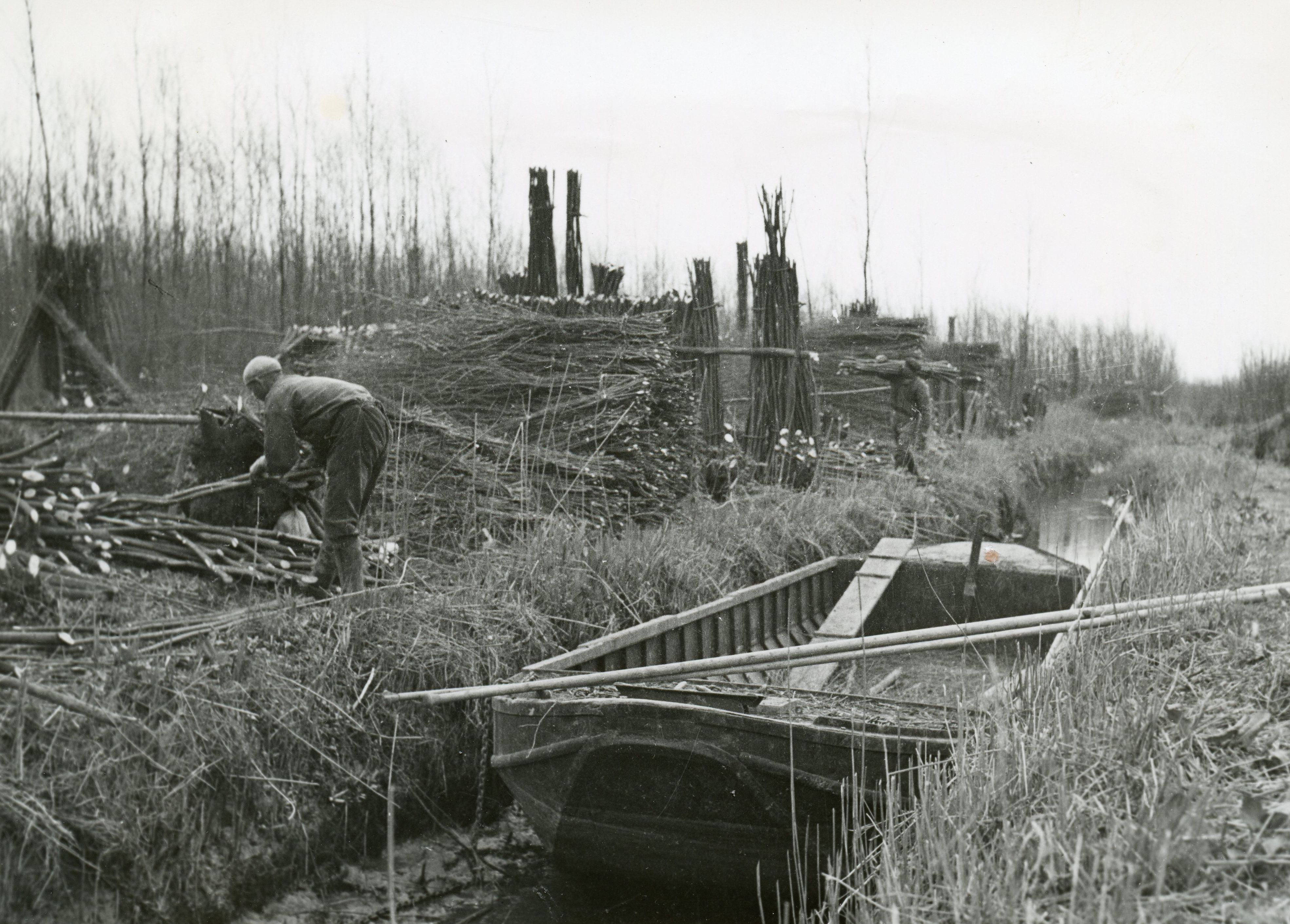
Verzamelen van griendhout voor vervoer
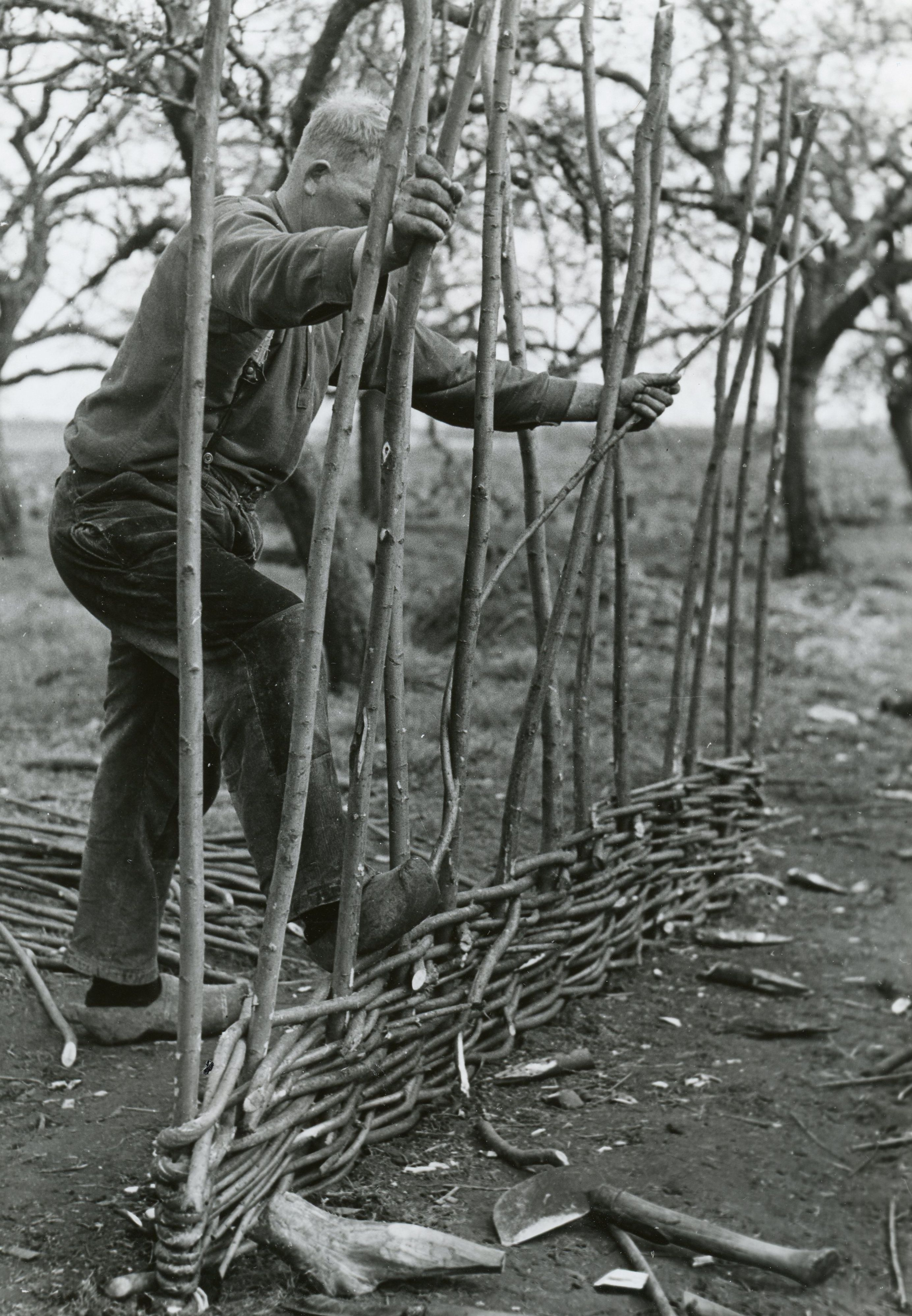
Matten maken van griendhout

## De Welplaat tijdens de Tweede Wereldoorlog

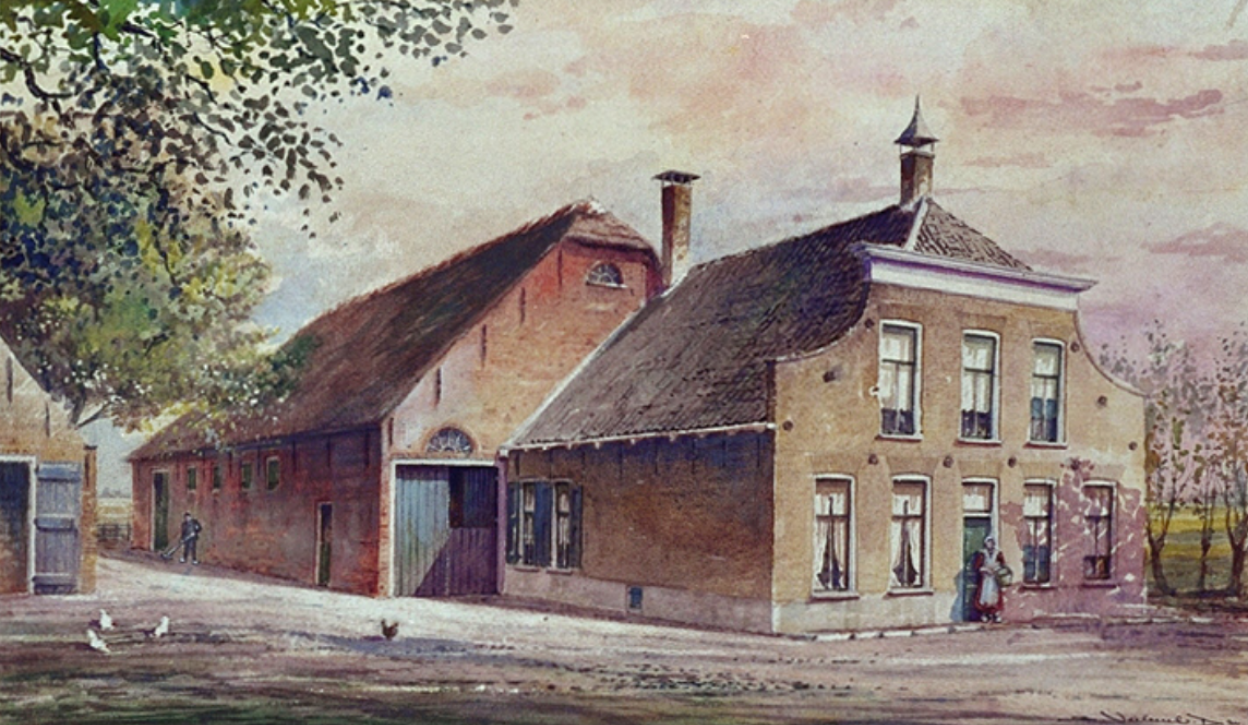
De Hartelhoeve in ca 1900, afgebrand in de Tweede Wereldoorlog

Tijdens de aanloop naar de Tweede Wereldoorlog werden enkele tientallen soldaten in Spijkenisse gelegerd. Een van hun taken was om 's nachts zoeklichten te bedienen op de Welplaat. Op 31 augustus 1940 lieten geallieerden brandbommen vallen op de Welplaat; een boerderij vol net geoogst graan brandde af. Engelse bommenwerpers raakten op 8 januari 1941 per ongeluk opnieuw boerderijen en woonhuizen op de Welplaat. In totaal brandden in de oorlog vier boerderijen op de Welplaat af, van de zes die er toen stonden.
Tijdens de barre winter van 1944-1945 hielden inwoners uit Spijkenisse zich onder andere in leven door strooptochten te ondernemen over bevroren water naar de Welplaat. Ze vingen waterwild, zoals meerkoeten, en ander wild zoals konijnen en hazen. Verdreven door een inundatie in februari 1944 vonden enkele evacué's uit Spijkenisse en Hekelingen onderdak op de Welplaat. Sommigen konden eind 1944 weer naar huis, anderen pas nadat het water in de zomer van 1945 was weggemalen.

## Situatie in 1947
Het eiland behoorde bestuurlijk bij de gemeente Spijkenisse. Er woonden zeven boeren die met hun knechten en werkpaarden de vette klei omploegden en er enkele maanden later graan oogstten. Griendwerkers kapten griendhout in de grienden. Bij laag water was het eiland bereikbaar via een dam. De wegen zaten vol gaten en waren stoffig of modderig (al naargelang het weer), de dijken hadden klaphekjes en knotwilgen. De kinderen gingen naar school in Spijkenisse.
Fotogalerij woningen

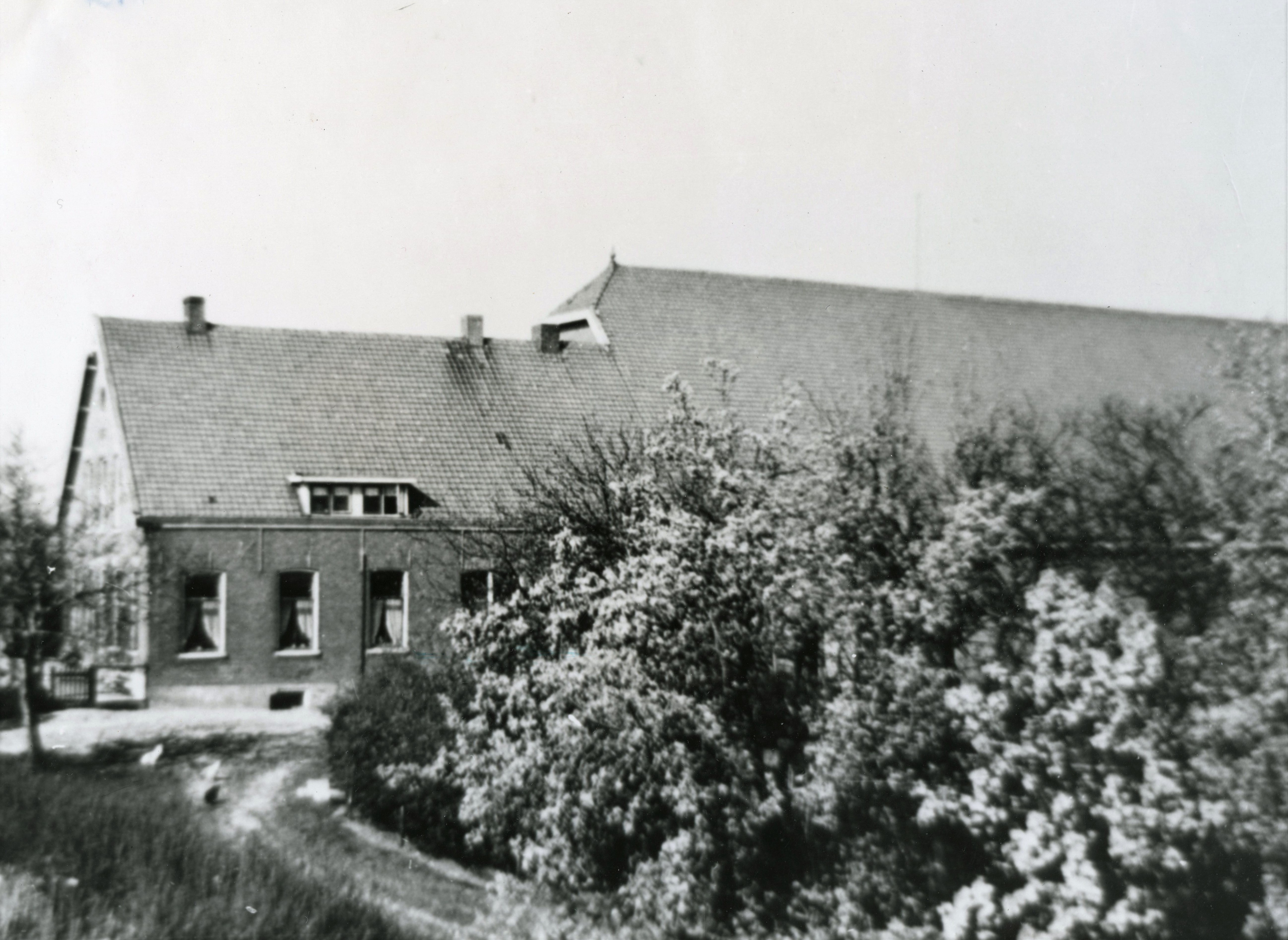
Hoeve Rokus Biesheuvel
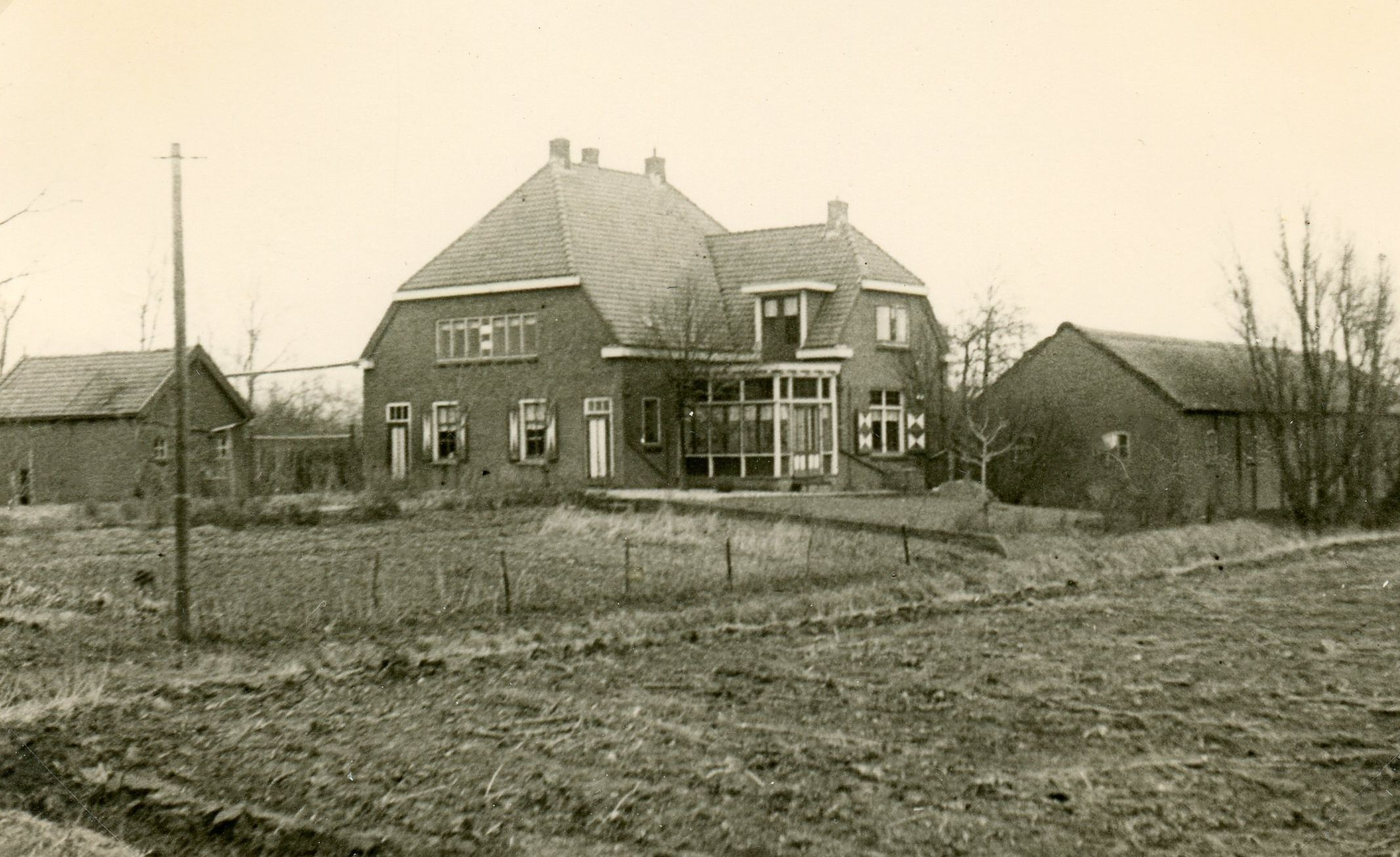
Boerderij Van Strien
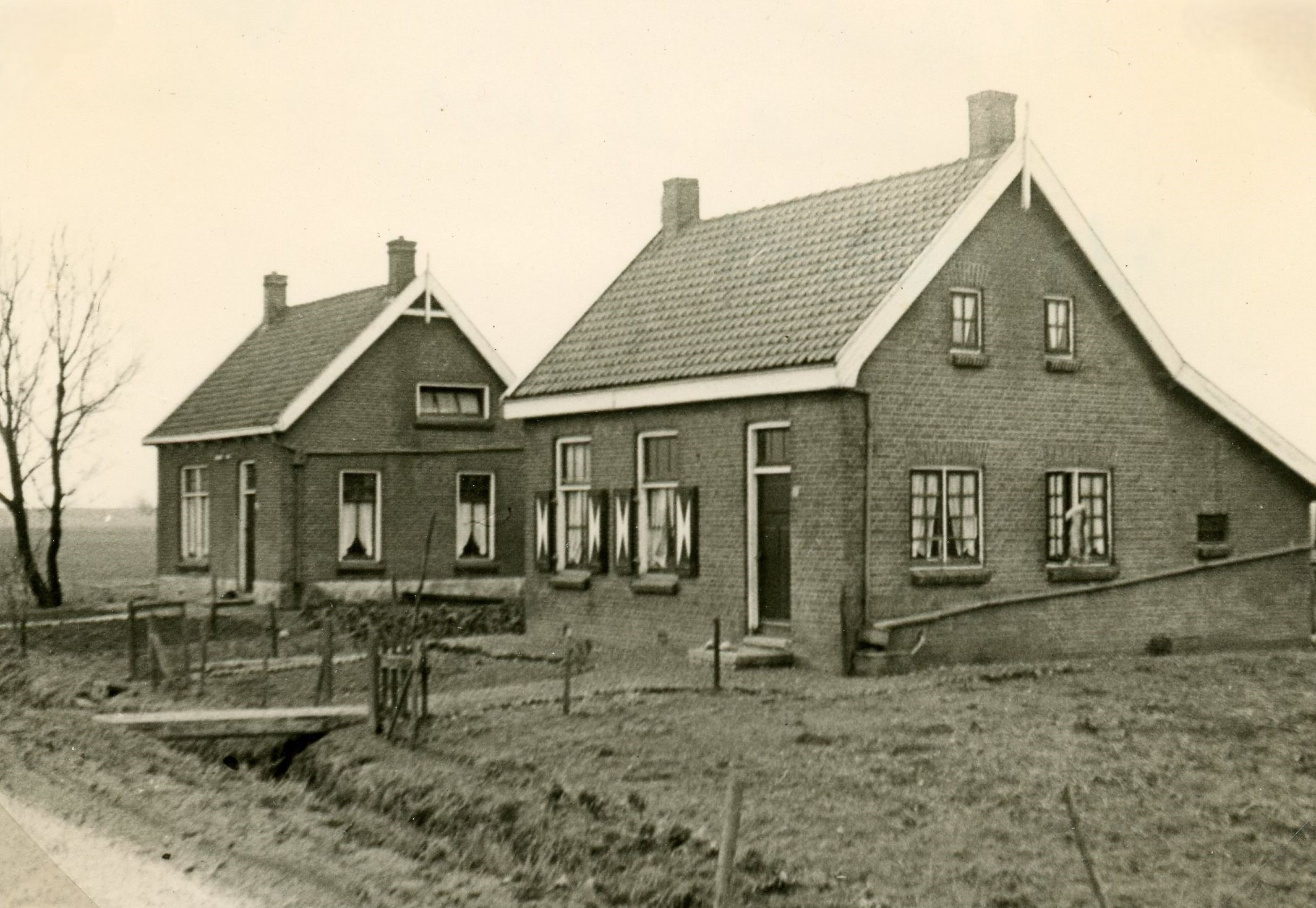
Arbeiderswoningen bij boerderij Van Strien
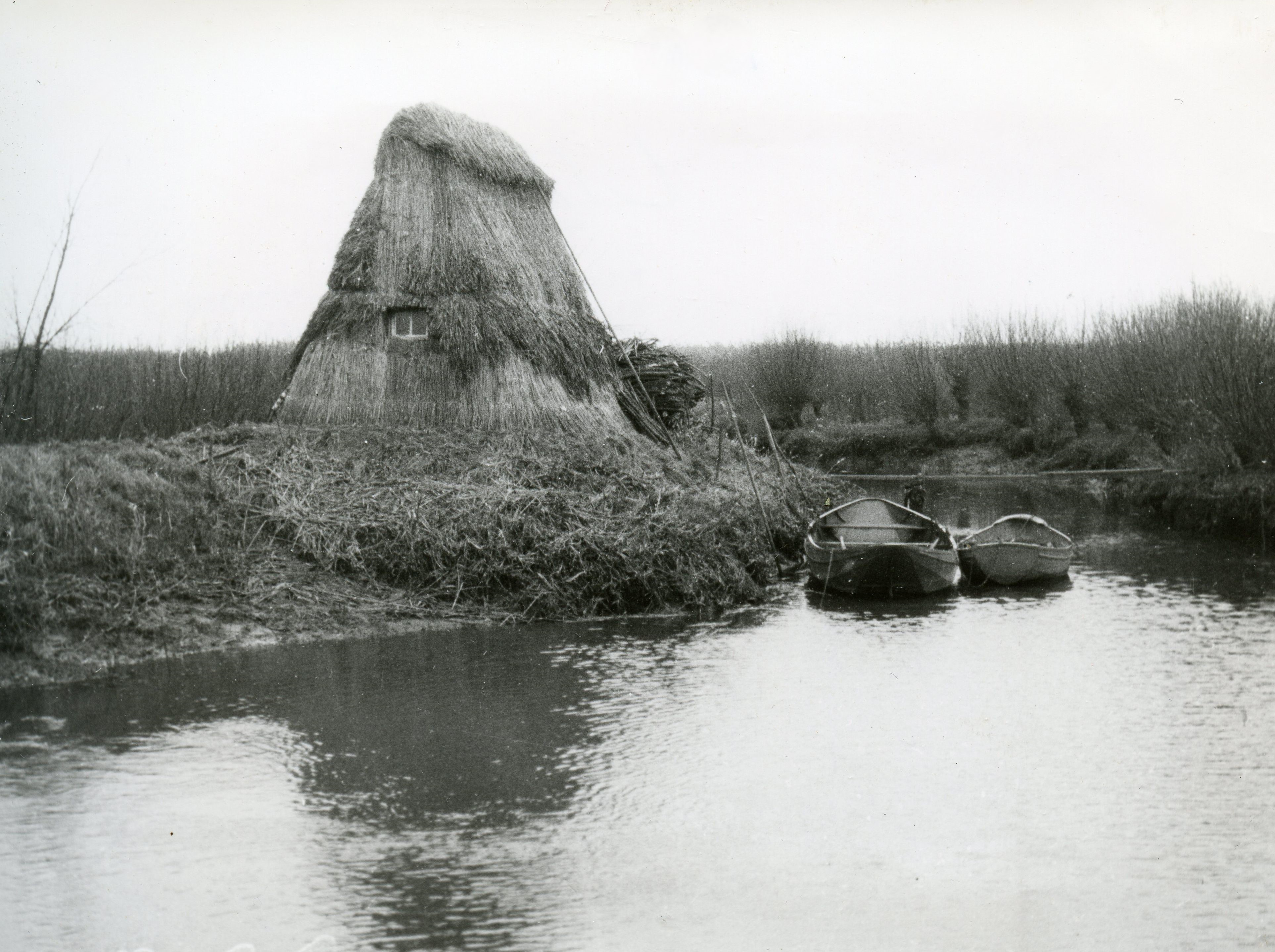
Griendhut

## Van Welplaat tot Botlekgebied

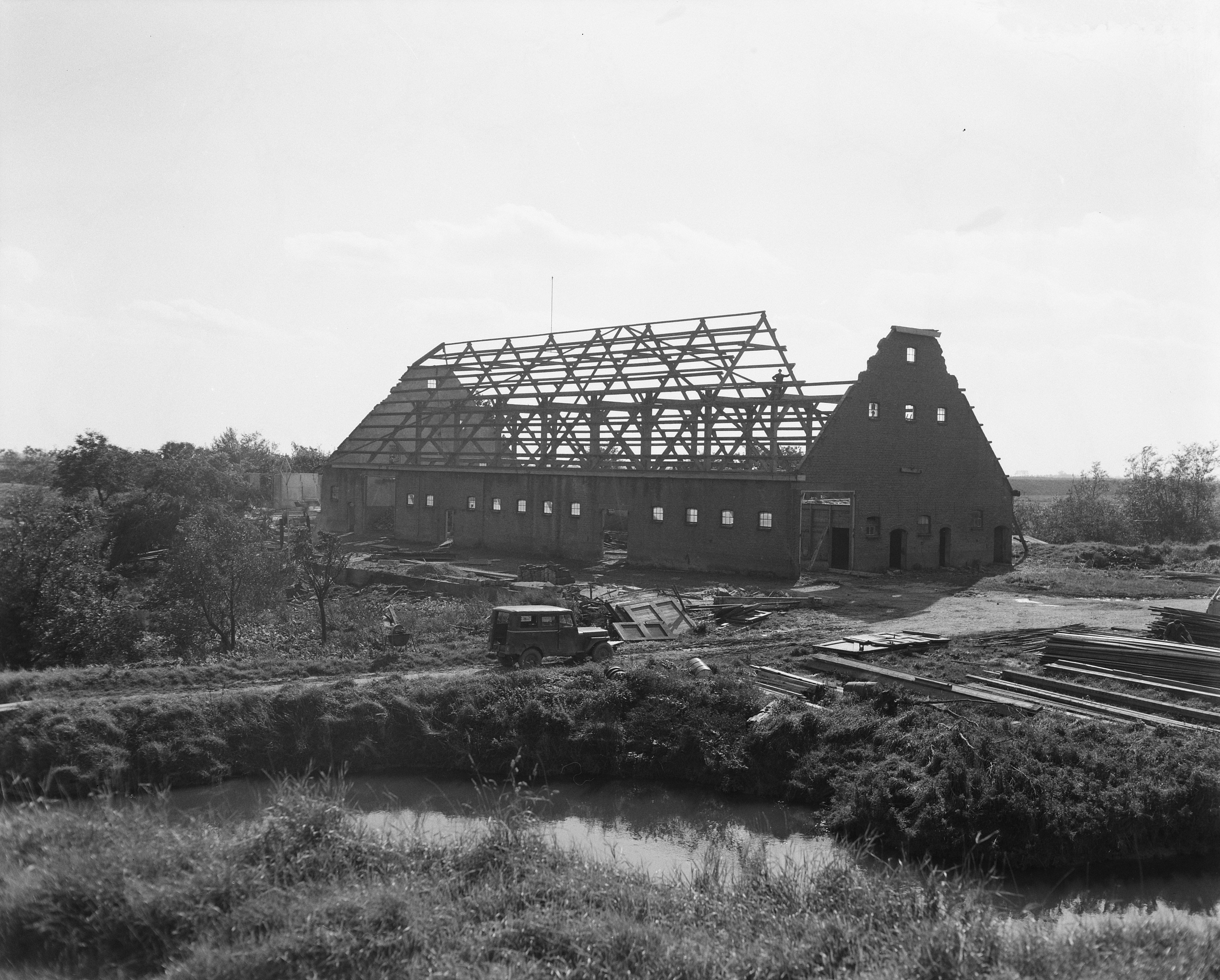
Boerderij moet wijken voor industrie (Welplaat, sept. 1957)

Rotterdam wilde na de oorlog verder industrialiseren. Daarvoor was land aan het water nodig, dat in Rotterdam niet meer beschikbaar was. In 1947 kreeg de gemeenteraad van Rotterdam het plan-Botlek voorgelegd. Onderdeel daarvan was het omvormen van de Welplaat tot industriegebied. In juli 1949 werd het plan goedgekeurd. Spijkenisse werkte mee aan de annexatie van de Welplaat door Rotterdam, een van de wensen die daarbij geuit werd was een goede wegverbinding van de Welplaat/Botlek naar Spijkenisse, zodat werknemers uit Spijkenisse snel naar de nieuwe industrieën konden forensen.
De boeren waren er niet blij mee, maar zagen wel het algemeen belang: in de toekomst zouden er duizenden arbeiders werk gaan vinden. De zeven boerderijen en zo'n twintig andere woningen werden onteigend en eind 1953 had de gemeente Rotterdam de terreinen op de Welplaat in eigendom. Tegen die tijd was besloten om de Derde Petroleumhaven daar te vestigen. Tussen 1953 en 1955 werd het eiland hiervoor afgegraven en werd het onderdeel van industriegebied Botlek. Het 'Hartelse Gat' werd onderdeel van het Hartelkanaal. Het eiland de Welplaat bestond niet langer. De naam ervan leeft nog voort in de Welplaathaven, Welplaatweg, Welplaatkade en de voormalige Sociale Werkplaats De Welplaat in Spijkenisse. Pas per 1 april 1966 werd de gemeentegrens zodanig gewijzigd dat het gehele Botlek-gebied in de gemeente Rotterdam kwam te liggen. Spijkenisse had zich daar jaren tegen verzet.